# Hanumanahalli, Davanagere
Hanumanahalli là một làng thuộc tehsil Davanagere, huyện Davanagere, bang Karnataka, Ấn Độ.